# Шато дьо Куси
Шато дьо Куси (на френски: Château de Coucy) представлява останалите до днес руини от един от най-значимите средновековни феодални замъци в Европа. Намира се в община Куси льо Шато Офрик, департамент Ен, Франция. По време на Първата световна война през 1917 г. огромният кръгъл донжон на шатото понася големи щети, когато германски военни сили го взривяват. По онова време се е издигал на 60 метра височина и е бил най-високият донжон във Франция.